# Реньжина, Екатерина Андреевна
Екатерина Андреевна Реньжина (род. 18 октября 1994 года, Тула, Россия) — российская легкоатлетка, мастер спорта России международного класса.

## Биография
Чемпионка России (2015 — эстафета 4×400 м). Серебряный призер чемпионатов России (2014, 2015 — 400 м; 2016 — эстафета 4х100 м).
Чемпионка России в помещении (2016 — 200 м). Серебряный (2013 — эстафета 4×200 м) и бронзовый (2015 — 400 м) призер чемпионатов России в помещении.
Победительница Всемирной Универсиады (2013 — эстафета 4х400 м).
Тренеры — заслуженный тренер СССР Валентин Маслаков, Николай Жуликов, заслуженный тренер РСФСР Вячеслав Маринов.
Победительница Всемирных военных игр 2015 в эстафете 4×400 м.